# 在臺印度人
在臺印度人，其人口近一萬人，主要分布在臺北市、新竹市、新北市等地。其主要進行產業皆為高科技產業，例如：晶圓、面板、半導體製造及航太工程。台北中央研究院有超過300名印度籍博士生。也有部分人士是經營印度-巴基斯坦料理的餐館。多數在臺印度人皆為1980年代後進入臺灣工作。